# MTV Max
MTV Max är en finländsk betal-TV-kanal som grundades 2006 av tv-bolaget MTV, dotterbolag till TV4 Media. Kanalens största dragplåster sedan starten har varit sändningar av Formel 1.